# Jean Joseph Benuzan
Jean Joseph Benuzan, né le 16 décembre 1764 à Toulouse (Haute-Garonne), mort le 12 juin 1817 à Toulouse (Haute-Garonne), est un militaire français de la Révolution et de l’Empire.

## États de service
Il entre en service le 7 mars 1782, comme soldat au 14e régiment d’infanterie de ligne, il devient caporal le 25 décembre 1785, et sergent le 11 juin 1789.
Le 25 octobre 1792, il est nommé adjudant-major au 3e bataillon de chasseurs francs, et le 15 mars 1793, il reçoit son brevet de capitaine. Il fait les campagnes de 1792 à l’an II à l’armée du Nord. Le 10 juillet 1795, il est incorporé dans le 15e régiment d’infanterie légère, avec lequel il participe aux campagnes de l’an III et de l’an IV, à l’armée de Sambre-et-Meuse.
De l’an V à l’an VII, il fait partie des armées d’Italie, de Rome et de Naples. Il est nommé chef de bataillon le 24 juin 1799, et il se distingue de nouveau aux armées de réserve et des Grisons pendant les ans VIII et IX. Il obtient le grade de major du 22e régiment d’infanterie légère le 22 décembre 1803, et il est fait chevalier de la Légion d’honneur le 25 mars 1804.
Il fait la campagne de l’an XIV à l’armée d’Italie, puis il rentre au dépôt de son corps. Le 15 avril 1811, il passe colonel en second, et le 7 septembre suivant il devient colonel commandant du 112e régiment d’infanterie. Fin 1812, il quitte le royaume de Naples, pour rejoindre la Grande Armée en Saxe, mais plusieurs infirmités graves, l’oblige à solliciter sa mise à la retraite, qu’il obtient le 10 août 1813.
Il meurt le 12 juin 1817, à Toulouse.

## Sources
- A. Lievyns, Jean Maurice Verdot, Pierre Bégat, Fastes de la Légion-d'honneur, biographie de tous les décorés accompagnée de l'histoire législative et réglementaire de l'ordre, Tome 4, Bureau de l’administration, 1844, 640 p. (lire en ligne), p. 287-288.
- Danielle Quintin et Bernard Quintin, Dictionnaires des colonels de Napoléon, S.P.M., 2013, 978 p. (ISBN 978-2-296-53887-0, lire en ligne), p. 89
- Léon Hennet, Etat militaire de France pour l’année 1793, Siège de la société, Paris, 1903, p. 199.
- Commandant G. Dumont, Bataillons de volontaires nationaux, (cadres et historiques), Paris, Lavauzelle, 1914, p. 336.
- Adjudant-commandant Champeaux, Etat militaire de la France pour l’an douze, chez l’auteur, Paris, 1804, p. 196